# 2010年热带风暴科林
热带风暴科林（英語：Tropical Storm Colin）是2010年8月给百慕大带去大风天气，还在美国东岸大范围地区产生离岸流的1个热带气旋。系统源于8月2日大西洋中部的一片低气压区，于当天发展成热带低气压，是2010年大西洋飓风季形成的第4个热带气旋和第3场获得命名的风暴。风暴成形后起初逐渐增强，于8月3日清晨达到热带风暴标准。科林加速向西北偏西方向移动，因此无法保留闭合环流，于当晚退化成低压槽。美国国家飓风中心指出，系统有可能会在今后数天内再生，到8月5日时，系统已再度成为热带气旋。虽然受到中等强度风切变的不利影响，但科林还是在8月5日达到风速每小时95公里的最高强度。垂直风切变令气旋无法继续强化并开始减弱，到8月8日清晨已降级成热带低气压，不久后就在百慕大附近洋面消散。
科林自始至终远离陆地，但还是在美国东岸沿线大范围地区产生离岸流，引发至少205起海上救援活动。百慕大总体受到的影响很小，风速没有达到热带风暴强度，降雨量也不到25毫米。

## 气象历史
2010年7月28日，一股狭长的东风波从尼日利亚向西移动并经过塞内加尔。东风波继续向西前进，其中有几乎没有移动的低压槽分离出来。几天后，又有另一股大型东风波离开非洲西海岸。8月1日，两股东风波合并，在佛得角西南偏西方向约1210公里海域形成广阔的低气压区。接下来的24小时里，低气压的阵雨和雷暴活动逐渐聚拢，但系统这时还没有明显的环流，尚不属热带风暴。次日，高级散射仪数据表明系统内已形成完整的环流中心，美国国家飓风中心于是在协调世界时8月2日中午12点开始针对第四号热带低气压发布公告。低气压围绕强烈副热带高压脊的南部边缘移动，并在此期间继续组织。雷暴活动的结构逐渐改善，估计低气压于8月3日在小安的列斯群岛以东约1350公里洋面增强成热带风暴并获名“科林”（Colin）。

8月3日，位于大西洋开放水域上空，正处于第一波最高强度的热带风暴科林。

8月3日清晨，气旋的移动速度加快，令其无法保持闭合环流。当天下午18点，科林退化成低压槽，但产生的风力仍有热带风暴强度。风暴残留从北部背风群岛以北经过，飓风猎人侦察机于8月4日飞入系统，但没有发现闭合环流。8月5日，气旋残留到达横跨西大西洋上空的副热带高压脊的薄弱点，其前进速度也因此逐渐放缓。这天早上的微波和卫星图像都表明，系统重新发展成闭合低气压，科林的残留此时也在波多黎各圣胡安的东北偏北方向约450公里洋面重新达到热带风暴标准。虽然受到垂直风切变的不利影响，但环流中心顶端还是有深层对流发展出来。8月5日下午，侦察机测得的数据表明气旋已达到风力时速95公里，最低气压1005毫巴（百帕，29.68英寸汞柱）的最高强度。包括地球物理流体动力学实验室与飓风天气研究和预报模型在内的部分计算机模型预计，科林将短暂达到飓风标准。但是，风暴被中等强度的垂直风切变包围，无法得以进一步增强。8月6日，气旋转向北上，行经海域水温逐渐降低，风切变也越来越多，这些情况都对热带天气系统发展不利。8月8日凌晨0点，美国国家飓风中心将科林降级成热带低气压。系统在接下来几小时里继续弱化，气旋中心变得拉长，于当天中午12点在百慕大西南方向约160公里洋面再度退化成低压槽。系统残留持续到8月9日清晨，最终在百慕大西北方向约240公里海域消散。

## 防灾措施和影响
8月日科林再生成热带气旋时，百慕大政府向全岛发布热带风暴警告。预计该岛南向海滩会出现0.61至0.91米的风暴潮，还有可能达到1.5米。预计岛上会出现大量降水，平均降雨总量达100至150毫米。8月6日风暴减弱后，这些预测数值相应调低，预计风暴潮的高度很小，降雨量也会减少约25毫米。8月7日，岛上所有海滩都已因恶劣海况和危险的离岸流而关闭。皇家加勒比游轮“海洋探险家号”（MS Explorer of the Seas）于8月7日抵达百慕大，原计划在次日再度启航，但面对科林来袭的威胁，该船当天就离开百慕大，没有在岛上过夜。8月8日，由于气旋已弱化成热带低气压，百慕大的热带风暴警告因此降级成热带风暴观察预警，并在气旋迅速消散后中止。
由于科林在到达距百慕大最近的位置以前就已减弱成热带低气压，因此风暴对岛上的影响远小于之前的预测。岛上的持续风速最高为每小时50公里，阵风时速则有60公里。降水基本局限于局部阵风或雷阵雨，百慕大国际机场测得的降雨量仅有4.1毫米，没有任何报道表明岛上有受到这场风暴的破坏。
距美国东部海岸线尚有数百英里时，科林的外围雨带在南、北卡罗莱纳州海岸沿线产生危险的离岸流和0.9到1.2米的中浪。8月7日，北卡罗莱纳州海德县1名51岁男子被离岸流卷走后溺毙，有关部门随后发布离岸流和暗流威胁警报。8月7日至9日间，科林在北卡罗莱纳州海岸沿线导致的恶劣海况引发了至少205起海上救援行动。